# New Llano
New Llano – miasto w Stanach Zjednoczonych, w stanie Luizjana, w parafii Vernon.